# Kisszénás vasútállomás
Kisszénás vasútállomás egy Békés vármegyei vasútállomás, Csabacsűd településen, a MÁV üzemeltetésében. Az állomás közvetlenül a település délkeleti határszélén, a központjától több kilométernyi távolságban található, méterekre Kardos határától; közúti megközelítési lehetősége tulajdonképpen nincs is, csak önkormányzati utakon érhető el, Kardos irányából.

## Vasútvonalak
Az állomást az alábbi vasútvonalak érintik:
- Mezőtúr–Battonya-vasútvonal
- Kisszénás–Kondoros-vasútvonal

## Kapcsolódó állomások
A vasútállomáshoz az alábbi állomások vannak a legközelebb:
- Kiscsákó megállóhely (Mezőtúr–Battonya-vasútvonal)
- Csabacsűd vasútállomás (Mezőtúr–Battonya-vasútvonal)
- Kondoros vasútállomás (Kisszénás–Kondoros-vasútvonal)

## Forgalom
| Járat        | Útvonal | Gyakoriság          |
| ------------ | --- | ------------------- |
| személyvonat | Mezőtúr – Pusztabánréve – Halászlak – Szarvas – Sirató – Csabacsűd felső – Csabacsűd – Kisszénás – Kiscsákó – Nagyszénás – Orosháza-Üveggyár – Orosháza – Orosháza felső – Kardoskút – Tótkomlós – Nagyér – Ambrózfalva – Pitvaros – Mezőhegyes | Kb. 2 óránként      |
| személyvonat | Medgyesegyháza → Magyarbánhegyes → Mezőkovácsháza felső → Mezőkovácsháza → Végegyháza → Végegyháza alsó → Belsőkamaráspuszta → Mezőhegyes → Pitvaros → Ambrózfalva → Nagyér → Tótkomlós → Kardoskút → Orosháza felső → Orosháza → Orosháza-Üveggyár → Nagyszénás → Kiscsákó → Kisszénás → Csabacsűd → Csabacsűd felső → Sirató → Szarvas → Halászlak → Pusztabánréve → Mezőtúr | Napi 1 Mezőtúr felé |